# Fernmeldeturm Bochum
Der Fernmeldeturm Bochum ist ein 138 m hoher Fernmeldeturm in Bochum. Das Bauwerk steht  im Stadtteil Bochum-Innenstadt in der unmittelbar neben dem Telefonmuseum und weniger als 500 m östlich des Ruhrstadions. Baulich wird der Fernmeldeturm (FMT) der Typenturm-Klasse FMT 16 zugeordnet. Neben einem Turmkorb weist der Turm zwei darüber liegende Antennenplattformen auf. Oberhalb des sich nicht verjüngenden Turmschaftes befindet sich der rot-weiße gestreifte Antennenträger. Für die Öffentlichkeit ist er nicht zugänglich.
In unmittelbarer Nachbarschaft des Sendeturms liegt das Telefonmuseum Bochum und weniger als 500 m westlich, in Bochum-Grumme, das Bochumer Ruhrstadion. 
Betrieben wird er von der Deutschen Funkturm GmbH, einer im Jahr 2002 von der Deutschen Telekom AG gegründeten Tochtergesellschaft. Vom Fernmeldeturm wird Radio Bochum, das Lokalradio für die Stadt, auf der terrestrischen Frequenz 98,5 MHz ausgesendet (UKW‑Rundfunk). Die Ausgangsleistung beträgt 500 W, wodurch ein Empfang im gesamten Bochumer Stadtgebiet möglich ist und auch in umliegenden Städten, wie Herne, Herten, Recklinghausen, Castrop-Rauxel, Dortmund, Witten, Hattingen, Essen und Gelsenkirchen.